# エレン・トロツィヒ
エレン・トロツィヒ（スウェーデン語: Ellen Christine Amalia Trotzig, 1878年3月5日 - 1949年11月6日）は、スウェーデンの画家である。パリで学んだ後、スウェーデン南部の街、シムリスハムンを拠点に活動し、風景画や人物画をポスト印象派のスタイルで描いた。

## 略歴
スウェーデン南部の街、マルメで郵便局長の娘に生まれた。1896年から2年間、デンマーク、コペンハーゲンの女性のための私立の工芸学校（Tegne- og Kunstindustriskolen for Kvinder）で学んだ後、マルメで地図製作の仕事に雇われた。1903年からヨーテボリの美術学校（Konsthögskolan Valand）で画家のカール・ヴィルヘルムソン（Carl Wilhelmson: 1866-1928）のもとで2年間学んだ後、パリに修行に出て、私立の美術学校、アカデミー・コラロッシで1907年までクリスチャン・クローグ（1852-1925）に学び、トーラ・ホルムストレーム（Tora Vega Holmström: 1880-1967）といった同郷の画家と活動した。
パリでの修行から戻ると、スウェーデン南部のシムリスハムンに住み、亡くなるまでシムリスハムンを拠点に活動した。暗い色調の風景画や自画像、友人の肖像画などを描いた。1905年から1912年までソコーネ県の芸術家協会（Skånska konstnärslaget）の展覧会に出展し、スウェーデン各地の展覧会に出展し、マルメなどで古典を開いた。
1949年にシムリスハムンで亡くなった。亡くなった後、残された作品を売却し慈善団体に寄付するように遺言し、ソコーネの若手の芸術家の奨学基金などが設立された。

## 作品

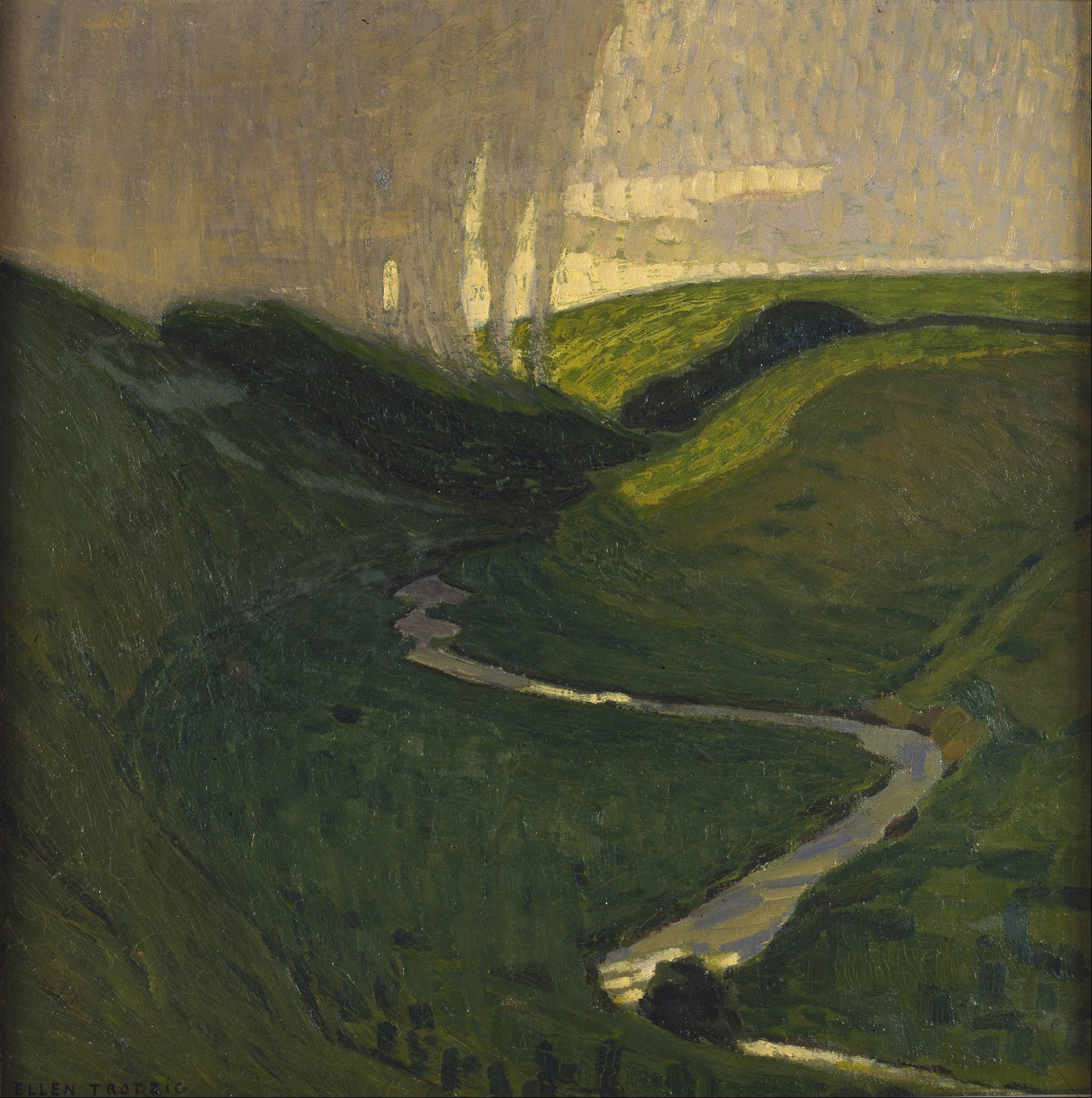
「驟雨」(1910/1911)
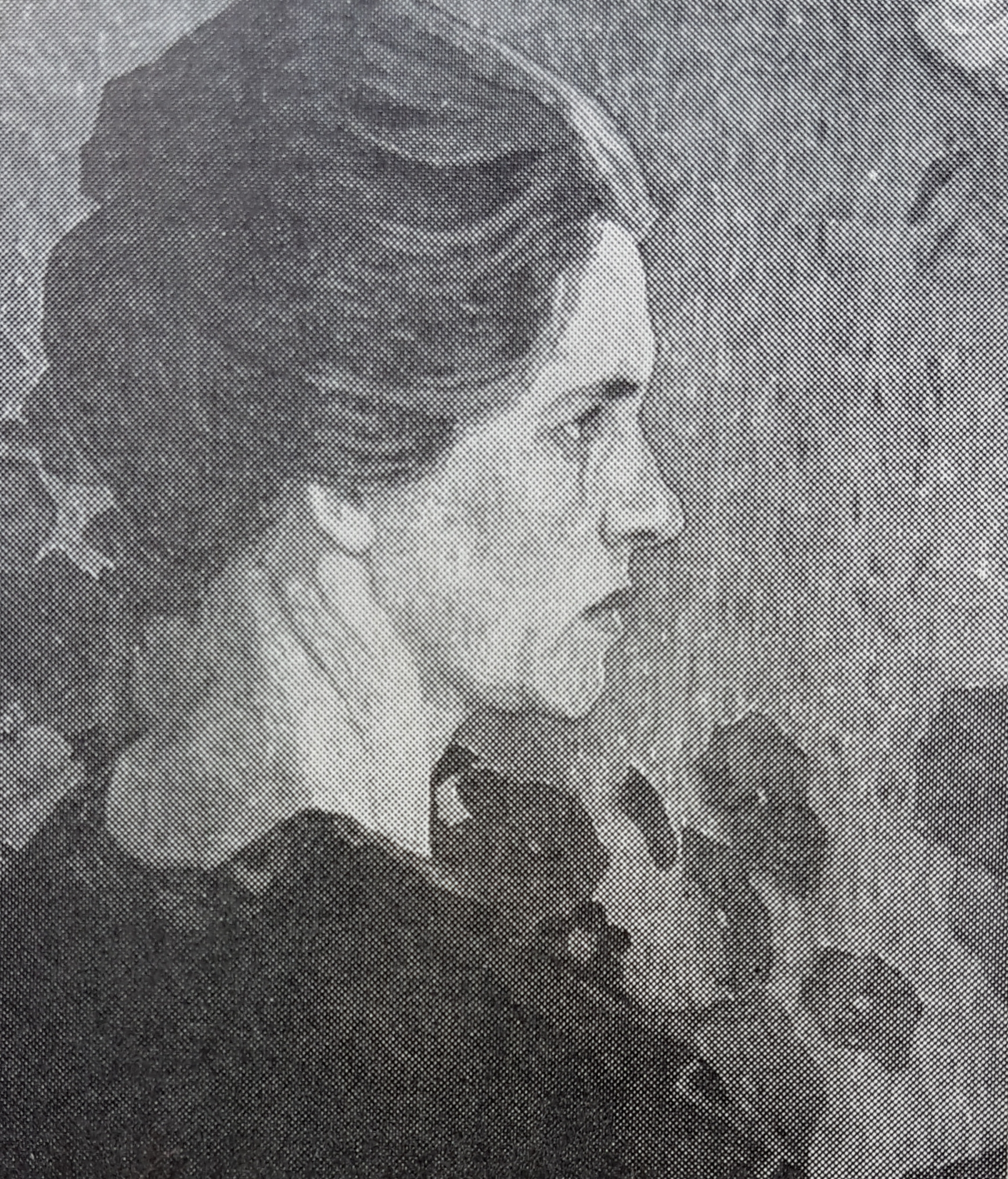
自画像(1915)
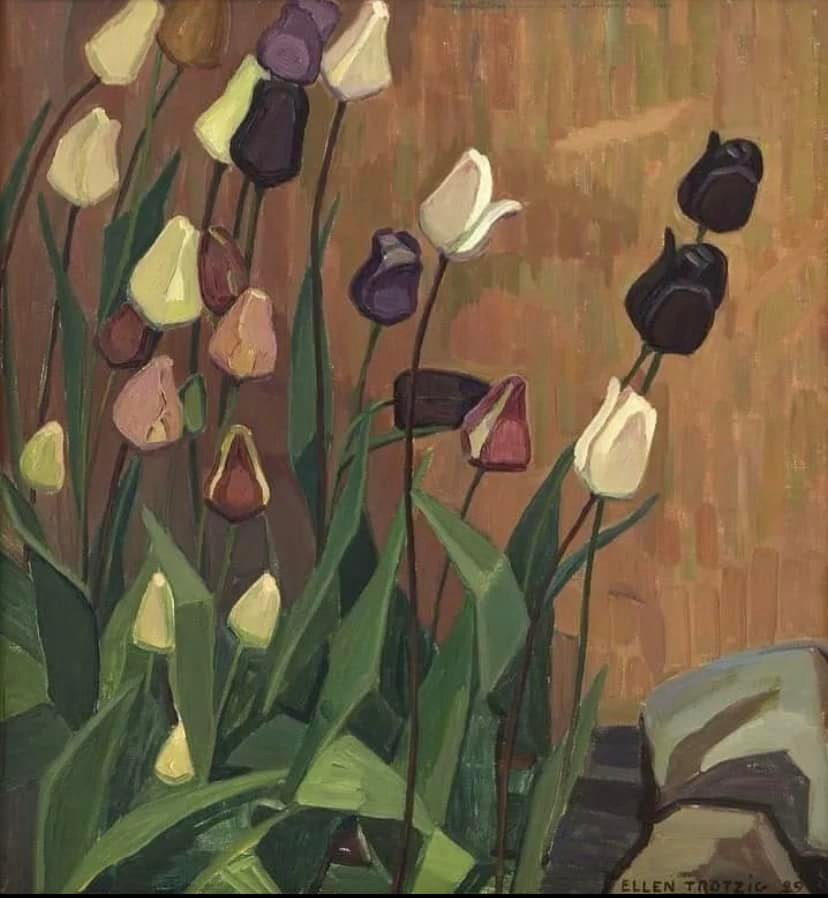
チューリップのある静物画　(1929)
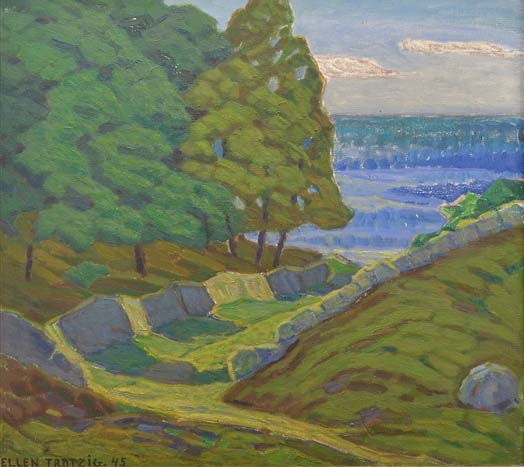
湖に続く道 (1945)